# Sverdlovská jaderná elektrárna
Sverdlovská jaderná elektrárna (rusky Свердловская АЭС/АТЭЦ) byla plánovaná jaderná elektrárna v Rusku. Měla ležet poblíž města Nižnij Tagil ve Sverdlovské oblasti. Elektrárna měla zároveň poskytovat teplo přilehlým městům. Projekt elektrárny byl zrušen na konci 80. let.

## Historie a technické informace

### Počátky
Elektrárna byla poprvé projednávána na začátku 80. let 20. století. Důvod, proč měla být postavena právě jaderná elektrárna s odběrem tepla je takový, že západ Sovětského svazu byl v zásobování konvenčními palivy v horší situaci než Ural a východní oblasti. Aby se tato paliva ušetřila, bylo navrženo teplo a elektrickou energii poskytovat prostřednictvím jaderných elektráren, které pro provoz vyžadují uran. Zvolená lokalita se nacházela u města Nižnij Tagil ve Sverdlovské oblasti. Instalovány měly být dva reaktory VVER-1000/320 se speciální turbínou, která umožní odebírání tepla z páry pro dodávky tepla do přilehlých oblastí prostřednictvím potrubí. Oba reaktory měly disponovat hrubým elektrickým výkonem 950 MW a čistým výkonem 900 MW. Elektřina u těchto typů reaktorů měla představovat pouze vedlejší, avšak nezanedbatelný produkt.

### Zrušení projektu
Projekt elektrárny se však nikdy příliš neposunul, protože v dubnu 1986 došlo k havárii v Černobylu a postoj k jaderné energetice v Sovětském svazu se velmi rychle změnil. Na konci 80. let navíc země procházela těžkými ekonomickými problémy. Z tohoto důvodu byl i přes nedostatek tepla projekt jaderné elektrárny ve Sverdlovské oblasti na konci 80. let zrušen, stejně jako podobné projekty, například Minská jaderná elektrárna a Oděská jaderná elektrárna.

## Informace o reaktorech
| Reaktor      | Typ reaktoru  | Výkon  | Výkon  | Zahájení výstavby                        | Připojení k síti                         | Uvedení do provozu                       | Uzavření |
| Reaktor      | Typ reaktoru  | Čistý  | Hrubý  | Zahájení výstavby                        | Připojení k síti                         | Uvedení do provozu                       | Uzavření |
| ------------ | ------------- | ------ | ------ | ---------------------------------------- | ---------------------------------------- | ---------------------------------------- | -------- |
| Sverdlovsk-1 | VVER-1000/320 | 900 MW | 950 MW | Plán na výstavbu zrušen na konci 80. let | Plán na výstavbu zrušen na konci 80. let | Plán na výstavbu zrušen na konci 80. let |          |
| Sverdlovsk-2 | VVER-1000/320 | 900 MW | 950 MW | Plán na výstavbu zrušen na konci 80. let | Plán na výstavbu zrušen na konci 80. let | Plán na výstavbu zrušen na konci 80. let |          |